# Гтчаванк
Гтчаванк (вірм. Գտիչի վանք) — вірменський монастир , заснований у XIII столітті в історичній провінції Арцах. Розташований біля села Тох Гадрутського району Нагірно-Карабаської Республіки.
В улоговині північно-східного схилу гори Тохасар, або Чгнавор, серед густих лісів розташований знаменитий монастир Гтчаванк, купол якого добре проглядається здалеку.
Як свідчать історичні джерела, Гтчаванк з давніх часів був одним з політичних і духовних центрів Східного краю Вірменії. Як єпархіальний центр монастир знаходився під заступництвом Араншахіків, потім, з VIII століття — Дізакської гілки цього ж роду. Розташована поблизу фортеця Ктіш в IX столітті була резиденцією Есаі Абу-Мусі. У X столітті фортеця стала центром заснованого тут Дізакського царства.
У середині XIII століття монастир розширюється завдяки новим будівлям, а за часів Дізакських меліків, особливо при пануванні Мелік Авана, або Єгана, стає одним з відомих монастирських комплексів всієї Вірменії.
Епіграфічні написи XIII–XVIII ст., висічені на стінах і хачкарах монастиря, повідомляють дуже цінні відомості про середньовічну історію провінції.
Збережені на пам'ятниках епіграфічні написи підтверджують, що стародавні споруди монастиря були зруйновані за часів арабського панування. Згідно з написом на північній стіні нинішньої церкви, два єпископи брати Пер Саргіс і Пер Врданес, які переїхали сюди з монастиря Амарас, на підвалинах стародавніх будівель збудували соборну церкву Гтчаванк. Будівництво було розпочато в 1241 р. і завершено через сім років, в 1248 р.
Цей напис розповідає і про страшні політичні події цього часу. Церква була побудована 
...в сумний і важкий час, коли плем'я стрільців (монголо-татари. - Ш.М.)
, перетворивши на руїни всю країну, зруйнували і Амарас. Згадані вище два брати зібрали тут залишки амараської братії. У написі вказані подробиці будівництва церкви і відновлення всього комплексу, але і досить чітко описані межі монастирських володінь, що включають принесені нащадками Дізакського царя Гагіка та приватними особами в дарунок монастирю: 
...Починаючи з річки Агван до Єрасха, до пісків Гатухата, Вакуніс з річкою Вахазнагет, до Каратніса і (басейну) річки Хозанагет, Заріст зі своєю річкою, Акарі з річкою Азарагет, Кртагет зі своєю річкою (і) всім кордоном, Дізак, Белукан зі своєю річкою (складають) вотчину церкви, а також парах і Готаноц, Єкехецадзор зі своїми кордонами...
Комплекс Гтчаванка в архітектурному плані є одним з цікавих пам'ятників багатовікової вірменської культури. «За оформлення інтер'єру та екстер'єру, — писав Лео, — архітектура Гтчаванка в загальних рисах носить відбиток багратідського стилю».
Як відомо, зодчі Арцаху вміло поєднували найкращі досягнення вірменських архітектурних шкіл з місцевими традиціями, що сприяло створенню гарних і гармонійних споруд. І Гтчаванк, домірністю окремих пропорцій всього комплексу, стриманим оздобленням фасадів, не тільки самобутній, але і є доказом високої професійної майстерності та естетичного смаку вірменського народу — творця безсмертних меморіалів.
Головна церква, безперечно, прикраса всього комплексу. Це невелика, прямокутна (розмірами 10 х 7,5 м) зовні і зсередини центральнокупольна споруда представляє досить поширений у центральних регіонах Вірменії тип купольної зали з парними пристінними пілонами і двоповерховими приділами обабіч напівкруглої апсиди-беми. Входи на верхні поверхи прибудов відкриваються через апсиду, куди ведуть кам'яні сходи.
Церква побудована із каменя блоків жовтуватого каменю (кар'єр розташований в околиці монастиря). Дугоподібні арки, перекинуті на пристінні пілони, несуть досить високий, але не зовсім гострокінцевий купол церкви. Купол покоїться на циліндричному барабані і покритий віялоподібною покрівлею з плит з двосхилими виступами. Фасади собору прибраний парними трикутними нішами. Віконні отвори обрамляють орнаментовані прямокутні лиштви.
Стіни храму зсередини і зовні прибрані досить скромно і не перевантажені декоративними рельєфами, що, мабуть, є однією з основних характерних рис вірменської архітектури.
Церква, не зважаючи на перебудови і руйнівну силу часу, землетрус 1868 р., зберегла свій попередній вигляд.
В оздобленні фасадів церкви виділяються бровки віконних прорізів і трикутних ніш. Одночасно в архітектурі собору поєднуються традиційні і нововведені декоративні мотиви. Окремі деталі оздоблення мають паралелі з орнаментами гробниці Сурб Григоріс в Амарасі та декоративних арок-брівок ніш соборної церкви Гандзасару. І це, звичайно, не випадково, оскільки, як було зазначено, церкву побудували приїхавші з Амарасу єпископи, а будівництво здійснювалося під свіжими враженнями від відвідування знаменитого новозбудованого собору Гандзасару.
До церкви примикає притвор, що є, на думку М. Бархударянца, «значно старіший за саму церкву». Притвор досить широкий, у північній його частині застосовані колони, які, створюючи додатковий обсяг, розширюють внутрішній простір притвору. Побудований з грубообробленого базальту зі склепінним перекриттям, він служив не тільки місцем зборів, а й усипальницею. Пол притвору покритий надгробними плитами священиків монастиря та кількох меліків. Плити прикрашені красивими і витонченими орнаментальними мереживами і мають написи. Кілька надгробних плит містяться в церкві. До соборної церкви і притвору з півночі примикає друга церква — однонефна зала зі склепінним перекриттям і прямокутним вівтарем. На жаль, нещодавно розвалилося її зведення і постраждали бічні стіни. У стінах помітні маленькі ділянки кладки з червоних цеглин. Це, безсумнівно, результат відновлювальних робіт XVII століття.
Церква поєднується з притвором через південний вхід. Таким чином, обидві церкви мають загальний притвор. У стіни вставлені оранаментовані хачкари. Один з них датований 1000 роком. Це вказує на те, що на місці нинішньої церкви існувала інша, побудована з каменю. Про це також говорять останки найдавніших стін. Тут слід зазначити, що архітектура Гтчаванку поки не стала предметом спеціального вивчення, його древні стіни, приховані у землі все ще не розкопані. Тому неможливо скласти повне уявлення про склад древніх споруд і про час їх заснування.
Численні високохудожні хачкари, найдавніший з яких датований IX століттям, а новий — XIX, відрізняються майстерним виконанням. Серед них своїми пропорціями, ювелірної тонкістю орнаментів, архітектурно-художньою досконалістю виділяються два великих хачкари, вставлені в стіни обабіч входу в соборну церкву. На хачкарах з південної сторони викарбувано: «В літо 695 (1246 р.). я, пер Врданес, поставив цей хрест в ім'я порятунку моєї душі ...». На іншому з хачкарів написаний напис: «Я, ... єпископ поставив цей хрест».
У західній частині комплексу ще залишилися руїни житлових приміщень та фортечних стін. Цвинтар, розташований навколо монастиря, в основному зруйнований, видно лише самотні надгробні плити і кілька хачкарів, більша частина яких давно залишилася під землею або ж перекинута. Монастир зі своїми житловими та господарськими приміщеннями свого часу представляв завершений архітектурний комплекс. На північний схід від соборної церкви, біля джерела Катнахпюр стоїть старовинна церква, назва якої невідомо.
Велика роль, яку відіграв монастир у культурному житті краю. Будучи головним духовним і просвітницьким центром Дізаку протягом багатьох століть, монастир залишався таким до початку нашого століття. Тут сиділи єпископи єпархії. Тут був свій Матенадаран, скріпторіум. Значна кількість рукописів, зібрана в цьому монастирі, дійшла до нас. У XIX столітті настоятель Гтчаванку Аракел вардапет Костандянц протягом вісімнадцяти років трудився над роботою з історії та етнографії краю. У 1913 році під назвою «Мелікства Дізаку» в Вагаршапаті
була видана невелика частина його роботи. Рукопис повністю зберігся в Матенадарані.
Таким чином, за своїми архітектурними перевагами і виключно важливою роллю у культурному житті краю монастир Гтчаванк стоїть в одному ряду з такими шедеврами вірменського церковного зодчества, як Гандзасар і Хутаванк.